# Parco marino della Grande barriera corallina
Il  Parco marino della Grande barriera corallina si trova lungo la costa nord-orientale dell'Australia e copre e protegge gran parte della barriera corallina australiana.
In superficie si possono vedere migliaia di isole e isolotti, mentre sotto la superficie vi sono banchi corallini.

## Territorio
Il parco si sviluppa ad est delle coste del Queensland, a partire dalla penisola di Capo York (latitudine 10° 41' S) estendendosi ad est sino al limite della grande barriera corallina (longitudine 145° 19' 33" E).

## Biodiversità

Varietà di coralli

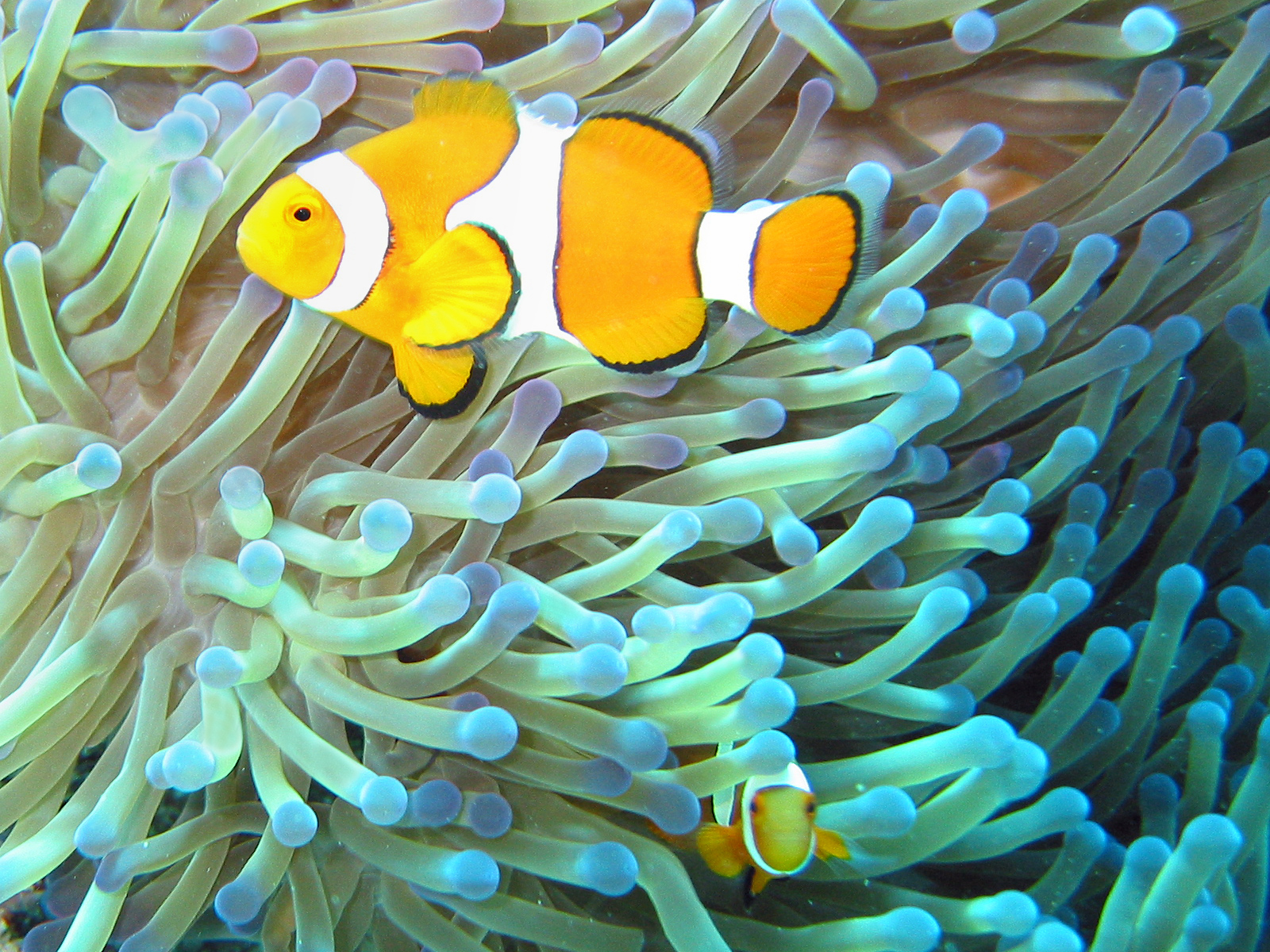
Pesce pagliaccio

Il parco ospita una ampia varietà di forme di vita, tra cui molte specie protette, alcune delle quali endemiche di questo ecosistema.

Molto ricca ovviamente la popolazione dei coralli, presente con oltre 400 specie, appartenenti sia agli Esacoralli che agli Octocoralli. La maggior parte di queste specie è coinvolta in fenomeni di sincronismo riproduttivo, con massiva produzione di gameti (cosiddetto mass spawning), regolati dalle variazioni stagionali di luce e temperatura e dai cicli lunari.

Sono state censite trenta specie di balene, delfini e focene tra cui la balenottera minore (Balaenoptera acutorostrata), la megattera (Megaptera novaeangliae) e la susa indopacifica (Sousa chinensis). Sono presenti anche ampie popolazioni di dugongo (Dugong dugon).

Nella barriera vivono oltre 1.500 specie di pesci, tra cui i pesci pagliaccio, numerose specie di Lutjanidae, 49 specie di pesci ago e nove specie di cavallucci marini. Sono state censite inoltre circa 125 specie di squali, mante e chimere.

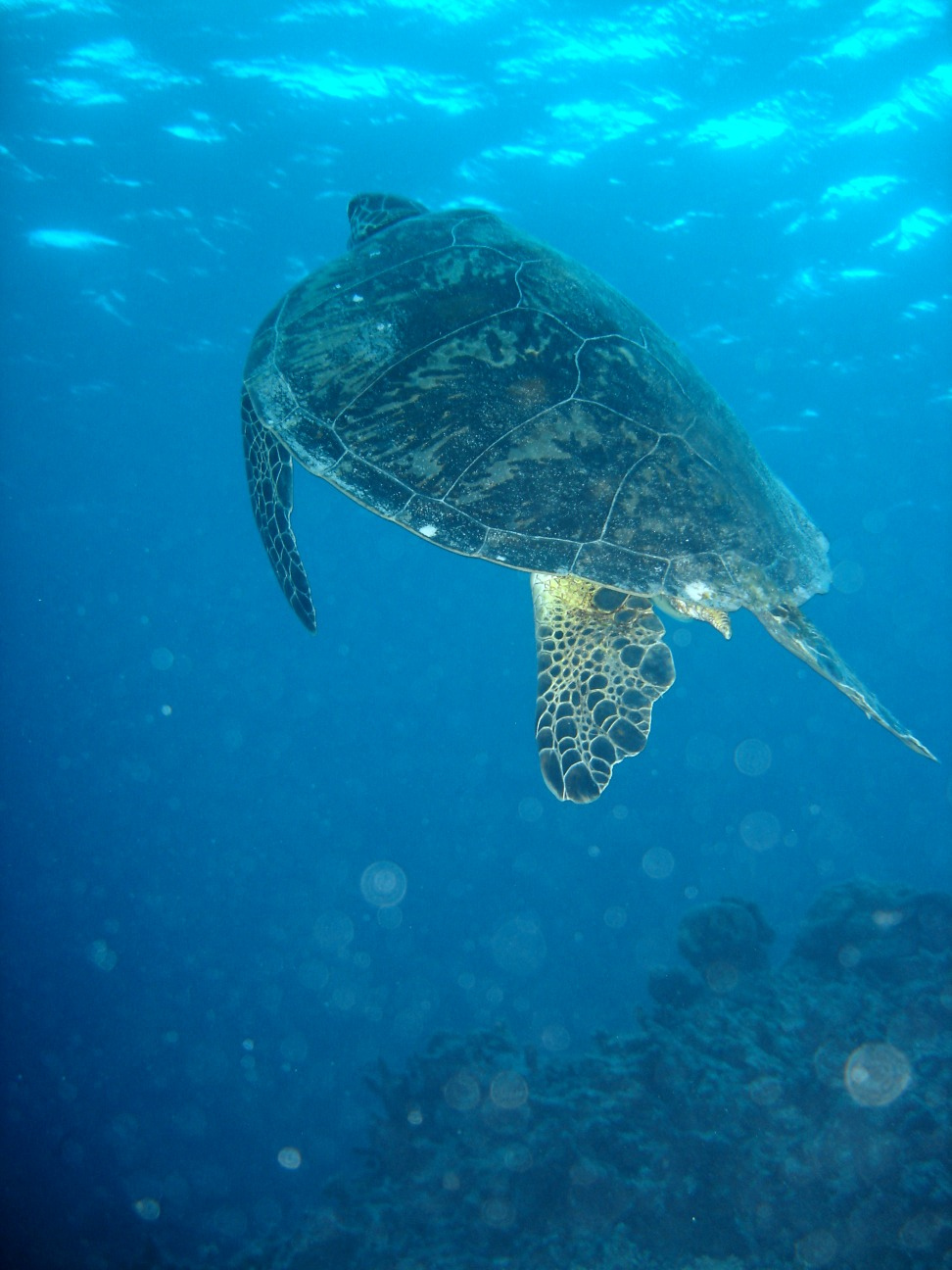
Tartaruga verde (Chelonia mydas)

Sei specie di tartarughe marine si riproducono in questa area: la tartaruga liuto (Dermochelys coriacea), la tartaruga embricata (Eretmochelys imbricata), la tartaruga comune (Caretta caretta), la tartaruga a dorso piatto (Natator depressus), la tartaruga bastarda olivacea (Lepidochelys olivacea) e la tartaruga verde (Chelonia mydas). 

Nelle mangrovie e nelle paludi salate costiere vive il coccodrillo marino (Crocodylus porosus).Nelle acque della barriera vivono 17 specie di serpenti di mare (Hydrophiinae), più comuni nelle acque calde della parte meridionale del parco, sino a 50 m di profondità.

Nel parco vivono 175 specie diverse di uccelli tra cui l'aquila pescatrice panciabianca (Haliaeetus leucogaster), il piccione imperiale australiano (Ducula spilorrhoa) e la sterna di Dougall (Sterna dougallii).

La barriera corallina ospita quasi 5.000 specie di molluschi, tra cui la Tridacna gigas, nonché varie specie di nudibranchi e conidi.
Sono segnalate inoltre almeno 330 specie di ascidie e 300–500 specie di briozoi.

Gli ambienti acquatici ospitano oltre 500 specie di alghe e almeno 15 specie di fanerogame marine (Alismatales) che formano vere e proprie praterie sottomarine, che attraggono sia i dugonghi che le tartarughe, che se ne nutrono, che svariate specie di pesci che vi trovano rifugio.I generi più comuni sono Halophila (Hydrocharitaceae) e Halodule (Cymodoceaceae).

Le numerose isole che ricadono nel territorio del parco ospitano oltre 2.000 specie di piante, sia arboree che erbacee. La maggiore concentrazione di biodiversità botanica si osserva nelle isole Whitsunday ove sono state censite 1.141 specie.

In corrispondenza delle aree estuarine costiere si sviluppano numerose formazioni di mangrovia e paludi costiere salate che complessivamente coprono un'area di circa 3800 km². Sono state censite 39 specie differenti di mangrovie, tra cui un ibrido (Lumnitzera × rosea) esclusivo di quest'area. Tra le specie epifite ospitate nei mangrovieti meritano una menzione la pianta mirmecofila Myrmecodia beccarii e l'orchidea Dendrobium mirbelianum.

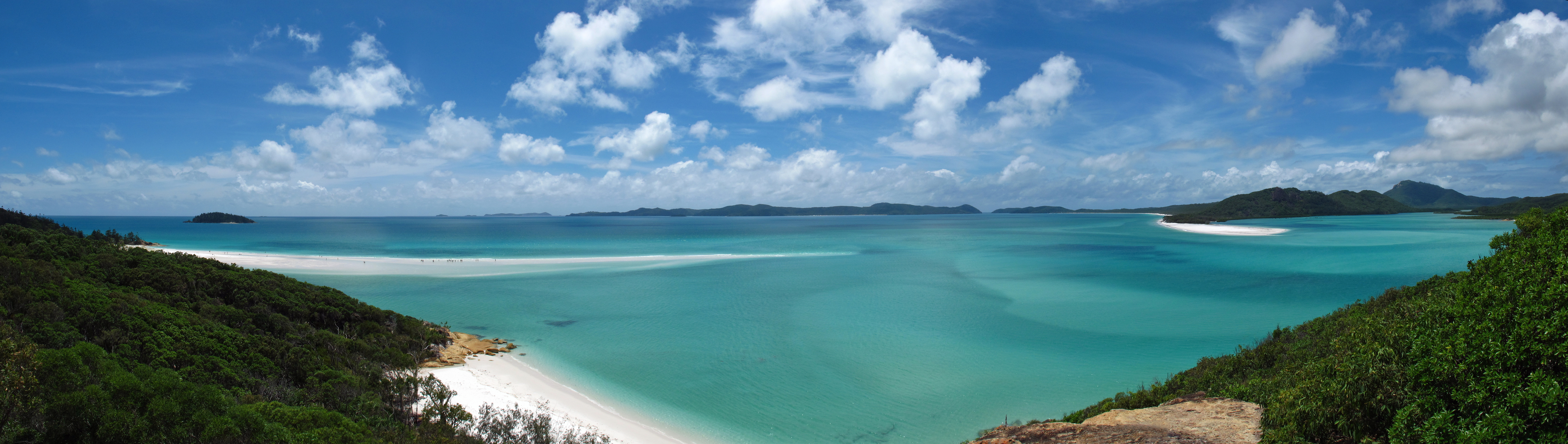
Veduta panoramica delle isole Whitsunday